# Botanická zahrada André Hellera

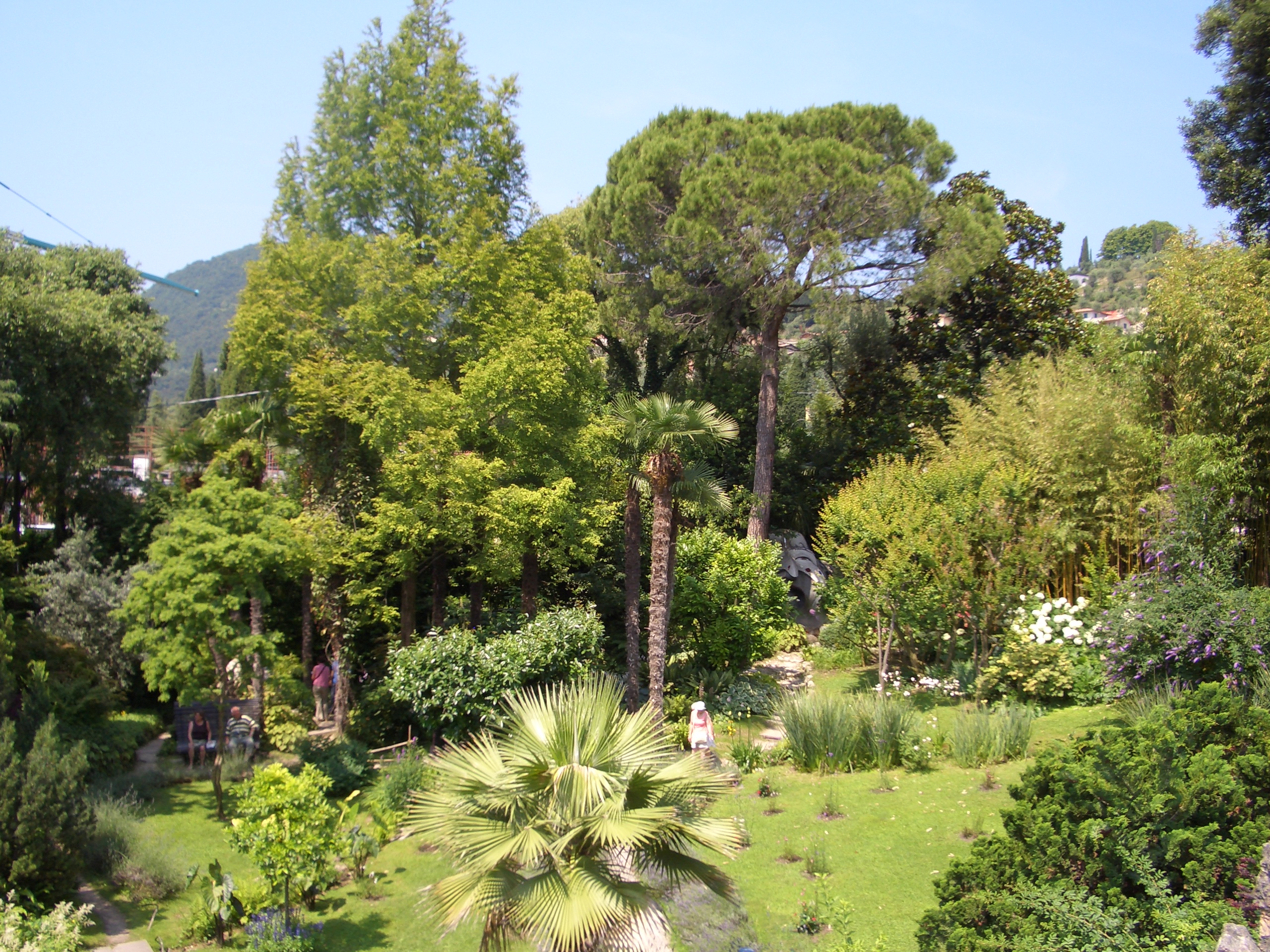
Pohled do zahrady

Botanická zahrada André Hellera (Giardino Botanico Fondazione André Heller), také známá jako "Botanická zahrada A. Hrusky" (Giardino Botanico A. Hruska) je botanická zahrada, která se nachází na pozemcích nadace Andrého Hellera v provincii Brescia v italském regionu Lombardie na západním břehu Gardského jezera. V teplých měsících má otevřeno denně.
Zahradu zřídil kolem roku 1901 rakouský zubař Arthur Hruska (1880–1971), který pak v lech 1910 až 1970 nashromáždil mnoho druhů rostlin na pozemcích kolem své vily, které jsou rozděleny do několika částí: hustý bambusový les, japonské jezírko, prameny a vodopády, jakož i alpinské rostliny ve stržích.
Je zde více než 500 rostlinných druhů, včetně kaktusů, plesnivce alpského, kapradin, podezřeně královské, šácholanů, orchidejí, leknínů, a stromů.
Od roku 1988 zahradu vlastní umělec André Heller. V zahradě se nyní nachází řada soch od Keitha Haringa a Roye Lichtensteina.